# Teste de natação forçada

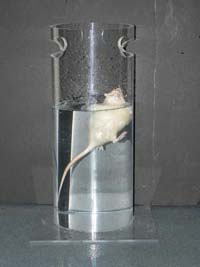
Rato em experimento de teste de natação forçada

O teste de natação forçada, teste de desespero comportamental ou, ainda, teste de natação forçada de Porsolt é um teste comportamental que avalia a resposta de roedores à ameaça de afogamento, e seu resultado tem sido interpretado como um medidor de suscetibilidade ao ânimo ou humor negativo. O teste pode ser usado para medir a eficácia de antidepressivos, apesar de seus resultados serem criticados devido aos métodos de interpretação utilizados.

## Método
Durante o teste, animais passam por duas etapas durante as quais são forçados a nadar em um cilindro de acrílico cheio de água, de onde são incapazes de escapar. A primeira etapa dura 15 minutos. Em seguida, após 24 horas, é realizada a segunda etapa do teste, que dura 5 minutos. Nessa etapa, os pesquisadores medem o tempo em que o roedor não faz nenhum movimento além dos necessários para manter a cabeça acima da água. O tempo de imobilidade ou aversão à escalada pode ser afetado por vários tipos de antidepressivos e também por eletroconvulsoterapia. Uma variante comum desse teste comportamental aplicada especificamente em testes com camundongos é conduzida apenas para uma etapa que dura seis minutos. Outras versões do teste estabelecem variáveis capazes de medir separadamente os níveis de natação, mobilidade e escalada dos animais, pois o comportamento de natação é estimulado por inibidores seletivos de recaptação de serotonina (ISRSs), como o escitalopram; enquanto o comportamento de mobilidade e escalada é estimulado por inibidores de recaptação de noradrenalina (IRNs), como a desipramina e maprotilina.

## Críticas
Os resultados relacionados à imobilidade durante a segunda etapa do teste têm sido interpretados como uma consequência comportamental análoga ao humor negativo, de modo que seria resultado de possível perda de esperança no animal. Roedores que recebem antidepressivos nadam mais e por mais tempo do que os que não recebem nenhuma droga, e é isso que forma a base para as alegações de validação do teste. No entanto, discussões entre cientistas ainda investigam se o aumento da imobilidade está verdadeiramente correlacionada à aprendizagem ou, de modo oposto, significa uma habituação. Caso seja resultado de habituação, significaria uma adaptação comportamental positiva, pois ao se familiarizar com o ambiente o nível de medo do animal seria induzido a se reduzir. Essa interpretação é suportada pois mesmo os ratos que são colocados em um recipiente do qual podem escapar (e, portanto, não sentem desespero) demonstram mobilidade reduzida na segunda etapa do teste.
O termo "teste de desespero comportamental" carrega uma conotação antropomórfica e é considerado uma descrição subjetiva, pois não há certeza de que o teste possa avaliar o humor ou o desespero de maneira confiável. Por isso, o termo "teste de natação forçada" é mais utilizado pelos pesquisadores. Os experimentos de testes de natação forçada são criticados por grupos de defesa de direitos dos animais, principalmente pela People for the Ethical Treatment of Animals (PETA).